# 金剛Crew
金剛Crew（英語：King Kong Crew），已停運香港YouTube頻道，創立於2018年6月，成員包括許賢、蘇致豪、Creamy（易健兒）、LD發和火柴。

## 簡介
金剛Crew由許賢、蘇致豪、易健兒和LD發等人創立，及後負責攝影的火柴亦加入團隊。頻道名稱取自中國文學經典作品西遊記裡的金剛箍。團隊主要成員均來自YouTube頻道CapTV擷電視，而且早已在網絡上獲得一定知名度。2018年年中，他們因CapTV公司內部問題而選擇離開並開設新頻道。
金剛Crew的影片承繼了CapTV的無厘頭風格，但創作更自由，影片主題傾向小眾，寓意更具深度。後期，頻道開設直播節目《金剛傾》，在剪接工作和遊玩電子遊戲期間與觀眾閒談人生大小議題。
對比CapTV時期有公司的背後支持，金剛Crew以獨立方式營運，加上受2019年反條例運動和新冠疫情影響，出產量不高，成員收入不多需兼職其他工作（例如擔任電視劇編劇），令頻道無法得以長足發展。
2020年10月，許賢、蘇致豪與好友游學修創立YouTube頻道試當真，金剛Crew自此停止更新，Creamy亦主力與其男朋友Sunny一起發展YouTube頻道ArhoTV。
試當真成立後，有金剛Crew觀眾認為兩個頻道的風格不盡相同。後來，試當真亦有在一些影片或直播節目中，嘗試致敬金剛Crew的風格。

## 外部連結
- YouTube上的金剛Crew頻道